# Estiquèids

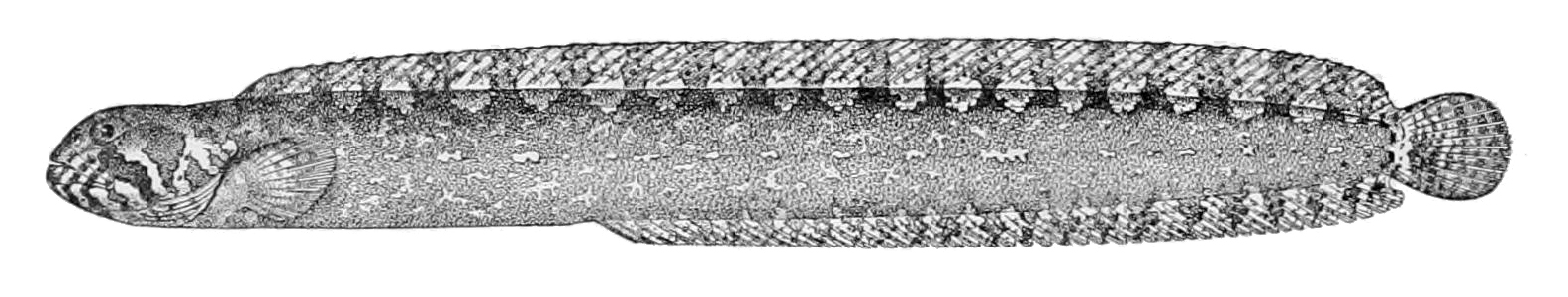
Anoplarchus insignis

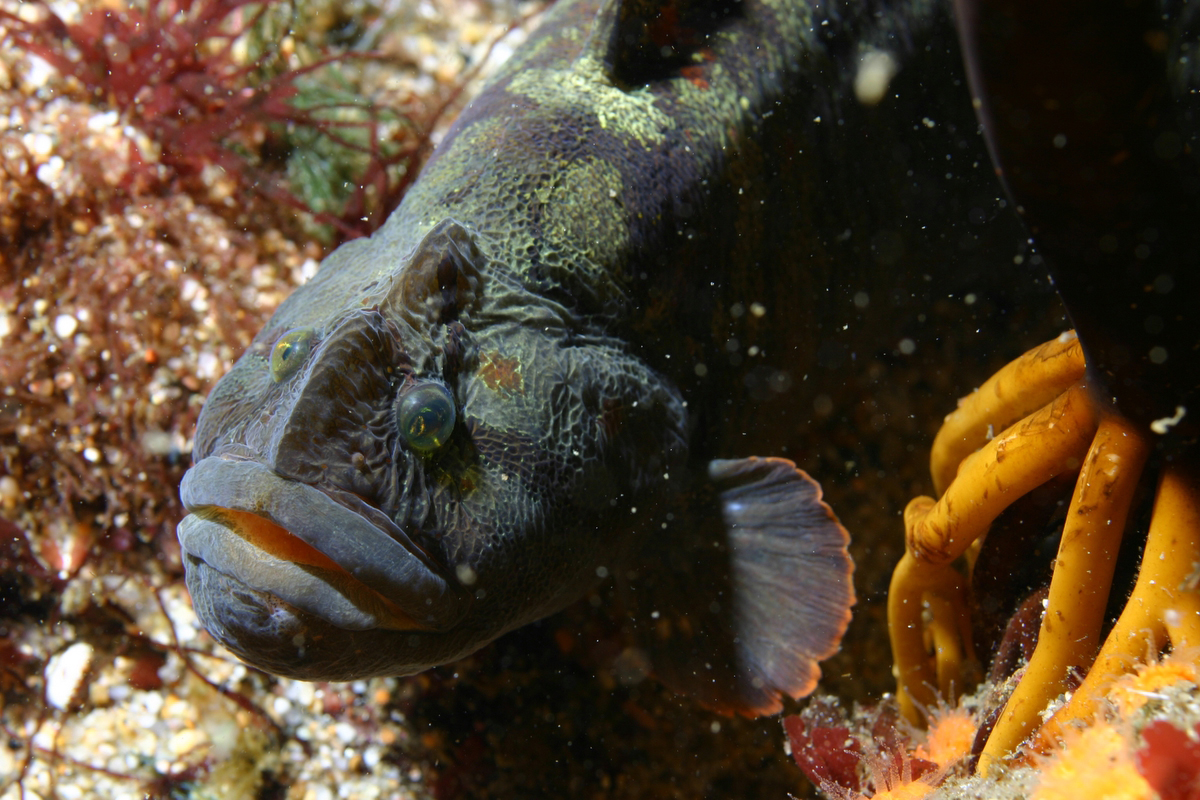
Cebidichthys violaceus

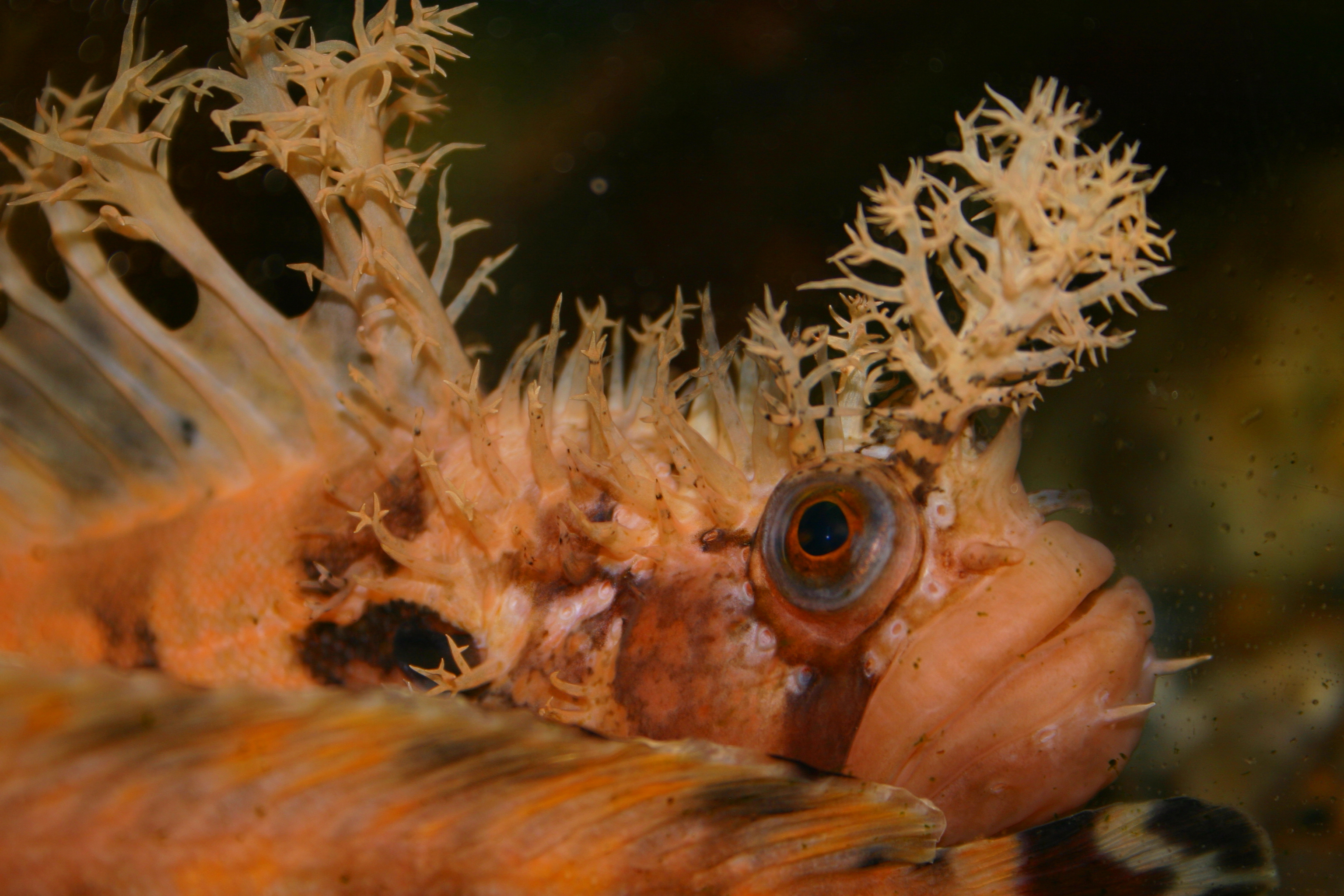
Chirolophis decoratus

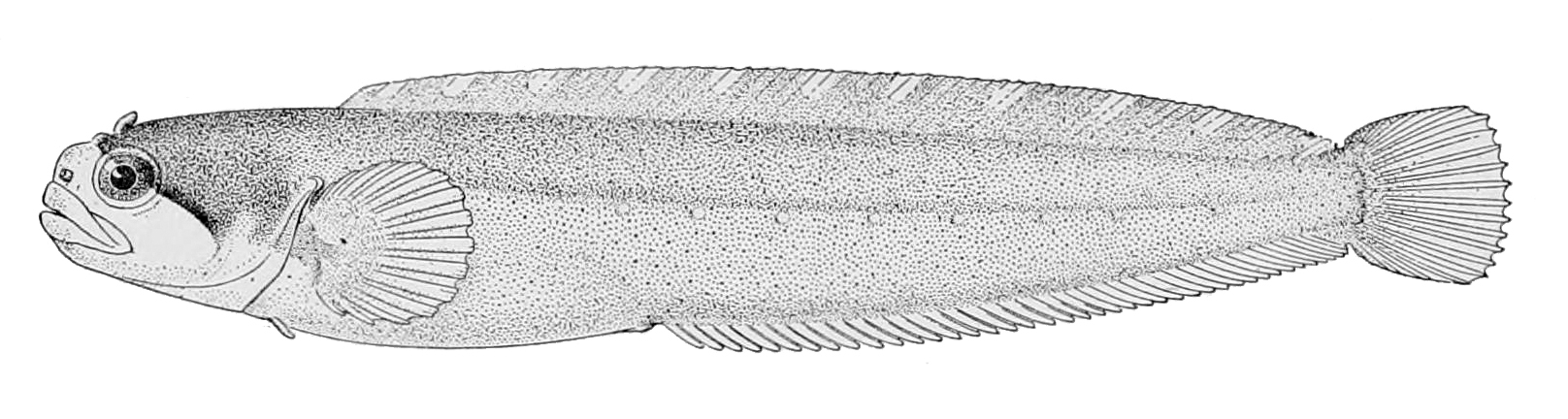
Gymnoclinus cristulatus

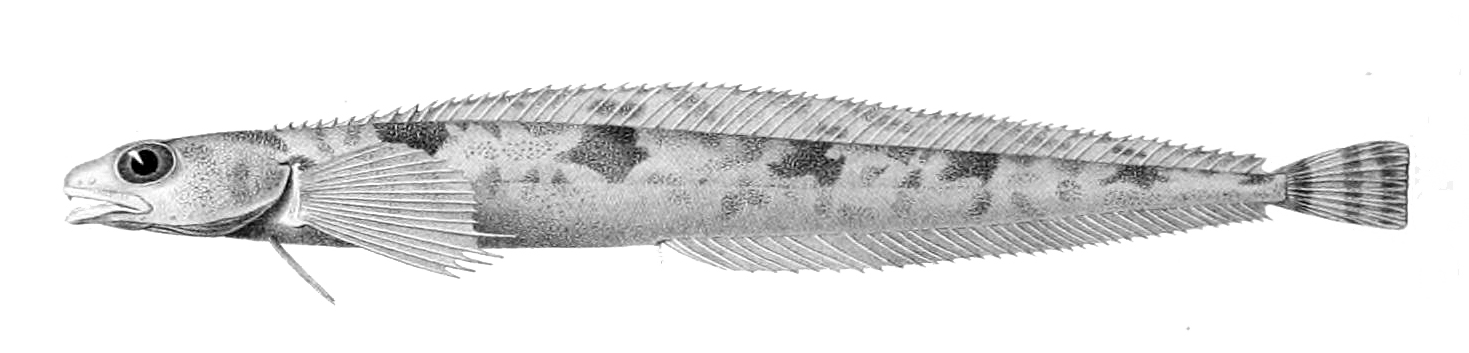
Leptoclinus maculatus (il·lustració del 1880)

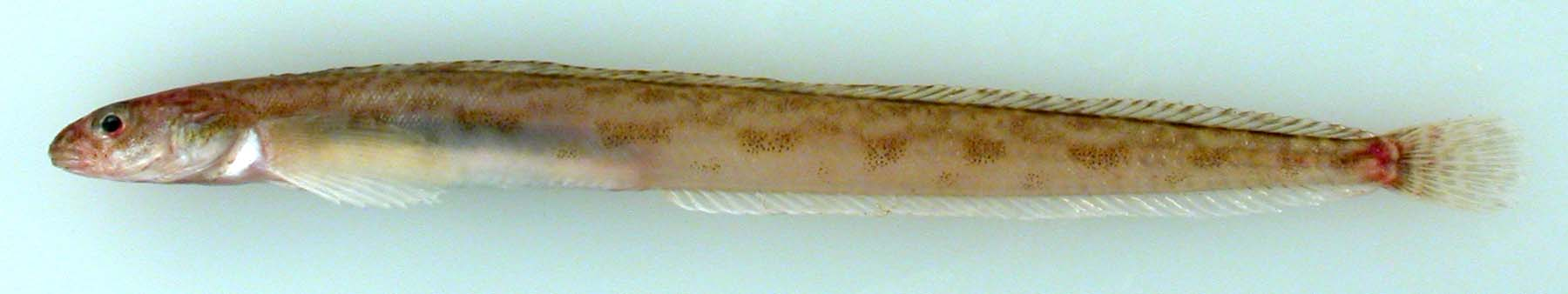
Lumpenus fabricii

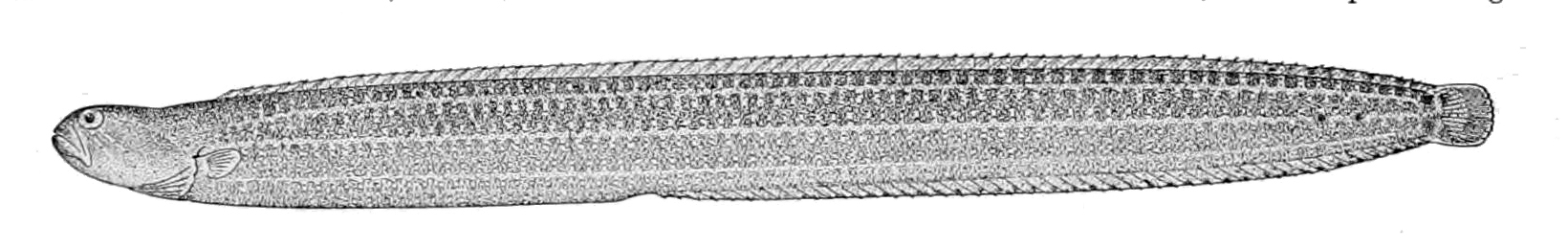
Phytichthys chirus

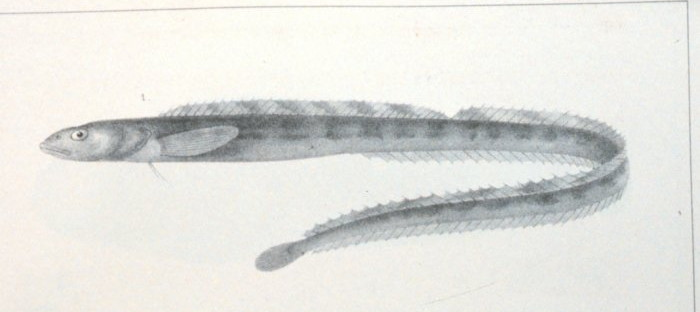
Lumpenus lampretaeformis

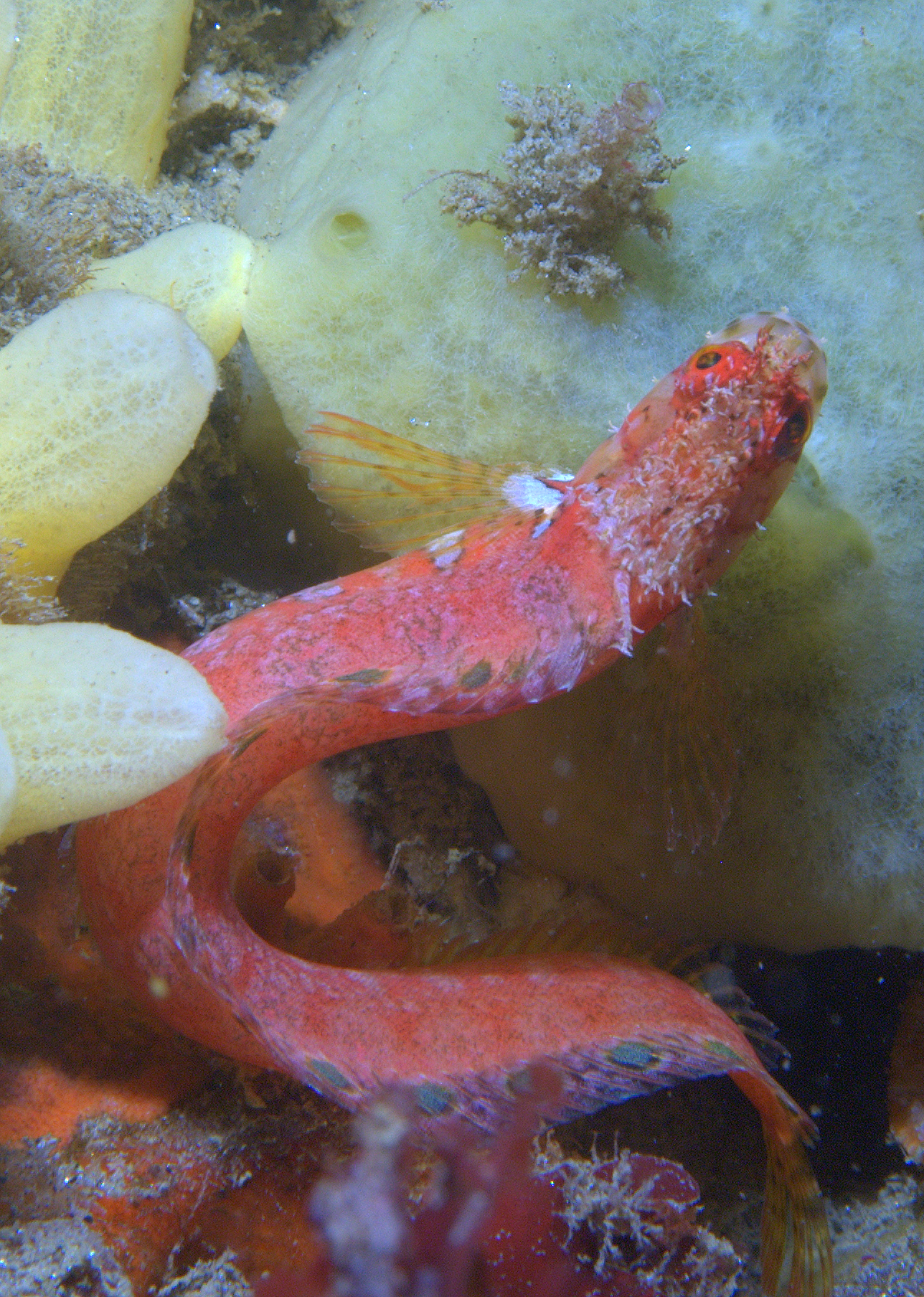
Chirolophis nugator

Els estiquèids (Stichaeidae) constitueixen una família de peixos pertanyent a l'ordre dels perciformes.

## Etimologia
Del grec stychos (filera, línia, en una filera).

## Descripció
- La majoria de les seues espècies tenen l'aleta dorsal espinosa, mentre que d'altres hi tenen, si més no, algunes espines.
- Les aletes pèlviques tenen els radis ramificats.
- Presència de costelles.[4]

## Hàbitat i distribució geogràfica
Són espècies marines, les quals habiten principalment el Pacífic nord i només unes poques l'Atlàntic nord.

## Gèneres i espècies
- Gènere Acantholumpenus (Makushok, 1958)[7]
  - Acantholumpenus mackayi (Gilbert, 1896)[8]
- Gènere Alectrias (Jordan i Evermann, 1898)[9]
- Gènere Alectridium (Gilbert i Burke, 1912)[10]
  - Alectridium aurantiacum (Gilbert & Burke, 1912)[10]
- Gènere Anisarchus (Gill, 1864)[11]
- Gènere Anoplarchus (Gill, 1861)[12]
- Gènere Askoldia (Pavlenko, 1910)[13]
  - Askoldia variegata (Pavlenko, 1910)[13]
- Gènere Azygopterus (Andriashev and Makushok, 1955)[14]
  - Azygopterus corallinus (Andriashev & Makushok, 1955)[14]
- Gènere Bryozoichthys (Whitley, 1931)[15]
- Gènere Cebidichthys (Ayres, 1855)[16]
  - Cebidichthys violaceus (Girard, 1854)[17]
- Gènere Chirolophis (Swainson, 1839)[18]
- Gènere Dictyosoma (Temminck and Schlegel, 1845)[19]
- Gènere Ernogrammus (Jordan i Evermann, 1898)[9]
- Gènere Esselenichthys (Anderson, 2003)[20]
- Gènere Eulophias (Smith, 1902)[21]
- Gènere Eumesogrammus (Gill, 1864)[11]
  - Eumesogrammus praecisus (Krøyer, 1837)[22]
- Gènere Gymnoclinus (Gilbert i Burke, 1912)[10]
  - Gymnoclinus cristulatus (Gilbert & Burke, 1912)[10]
- Gènere Kasatkia (Soldatov i Pavlenko, 1916)[23]
- Gènere Leptoclinus (Gill, 1861)[24]
  - Leptoclinus maculatus (Fries, 1837)[25]
- Gènere Leptostichaeus (Miki, 1985)[26]
  - Leptostichaeus pumilus (Miki, 1985)[26]
- Gènere Lumpenella (Hubbs, 1927)[27]
  - Lumpenella longirostris (Evermann & Goldsborough, 1907)[28]
- Gènere Lumpenopsis (Soldatov, 1916)[29]
- Gènere Lumpenus (Reinhardt, 1836)[30]
- Gènere Neolumpenus (Miki, Kanamaru i Amaoka, 1987)[31]
  - Neolumpenus unocellatus (Miki, Kanamaru & Amaoka, 1987)[31]
- Gènere Neozoarces (Steindachner, 1880)[32]
- Gènere Opisthocentrus (Kner, 1868)[33]
- Gènere Pholidapus (Bean i Bean, 1897)[34]
  - Pholidapus dybowskii (Steindachner, 1880)[35]
- Gènere Phytichthys (Hubbs a Jordan, 1923)[36]
  - Phytichthys chirus (Jordan & Gilbert, 1880)[37]
- Gènere Plagiogrammus (Bean, 1894)[38]
  - Plagiogrammus hopkinsii (Bean, 1894)[38]
- Gènere Plectobranchus (Gilbert, 1890)[39]
  - Plectobranchus evides (Gilbert, 1890)[39]
- Gènere Poroclinus (Bean, 1890)[40]
  - Poroclinus rothrocki (Bean, 1890)[41]
- Gènere Pseudalectrias (Lindberg, 1938)[42]
  - Pseudalectrias tarasovi (Popov, 1933)[43]
- Gènere Soldatovia (Taranetz, 1937)[44]
  - Soldatovia polyactocephala (Pallas, 1814)[45]
- Gènere Stichaeopsis (Kner a Steindachner i Kner, 1870)[46]
- Gènere Stichaeus (Reinhardt, 1836)[30]
- Gènere Ulvaria (Jordan i Evermann, 1896)[47]
  - Ulvaria subbifurcata (Storer, 1839)[48]
- Xenolumpenus (Shinohara & Yabe, 2009)[49]
  - Xenolumpenus longipterus (Shinohara & Yabe, 2009)[49]
- Gènere Xiphister (Jordan, 1880)[50]
- Gènere Zoarchias (Jordan i Snyder, 1902)[51][52][53][54][55][56][57][58]